# Echenais pulcherrima
Echenais pulcherrima är en fjärilsart som beskrevs av Butler 1867. Echenais pulcherrima ingår i släktet Echenais och familjen Riodinidae. Inga underarter finns listade i Catalogue of Life.